# Västmanland

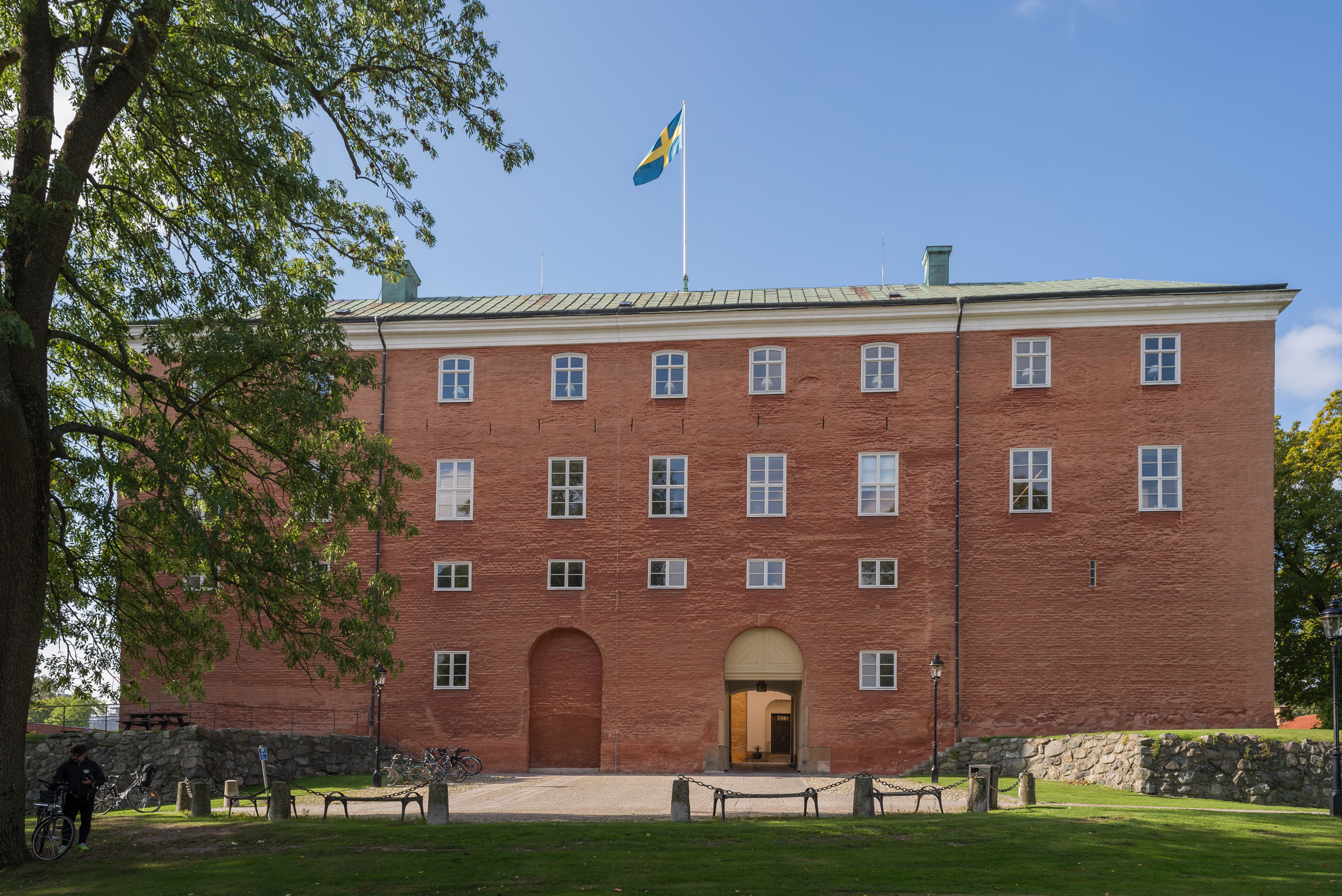
Zamek w Västerås; rezydencja landshövdinga regionu administracyjnego Västmanland

Västmanland (szw. Västmanlands län) – jeden ze szwedzkich regionów administracyjnych (län). Siedzibą władz regionu (residensstad) jest Västerås.

## Geografia
Region administracyjny Västmanland położony jest w Svealand i obejmuje wschodnią część krainy historycznej (landskap) Västmanland oraz niewielkie części Närke, Uppland, Södermanland i Dalarna.
Graniczy z regionami administracyjnymi Södermanland, Örebro, Dalarna i Uppsala.

### Demografia
31 grudnia 2015 r. Västmanland liczył 264 276 mieszkańców (13. pod względem zaludnienia z 21 regionów administracyjnych Szwecji), gęstość zaludnienia wynosiła 51,4 mieszkańców na km².

## Gminy i miejscowości

### Gminy
Region administracyjny Västmanland podzielony jest na 10 gmin:
| - Arboga (13 631) - Fagersta (13 133) - Hallstahammar (15 596) - Kungsör (8 269) - Köping (25 376) - Norberg (5 719) - Sala (21 925) - Skinnskatteberg (4 434) - Surahammar (9 918) - Västerås (143 702) |

Uwagi: W nawiasie liczba mieszkańców; stan na dzień 31 grudnia 2014 r.
1 stycznia 2007 r. gmina Heby została odłączona od regionu Västmanland i przyłączona do regionu administracyjnego Uppsala.

### Miejscowości
Lista 10 największych miejscowości (tätort) regionu administracyjnego Västmanland (2010):
| #  | Miejscowość   | Gmina         | Liczba mieszkańców (2010) |
| -- | ------------- | ------------- | ------------------------- |
| 1  | Västerås      | Västerås      | 110 877                   |
| 2  | Köping        | Köping        | 17 743                    |
| 3  | Sala          | Sala          | 12 289                    |
| 4  | Fagersta      | Fagersta      | 11 130                    |
| 5  | Hallstahammar | Hallstahammar | 10 478                    |
| 6  | Arboga        | Arboga        | 10 330                    |
| 7  | Surahammar    | Surahammar    | 6 179                     |
| 8  | Kungsör       | Kungsör       | 5 452                     |
| 9  | Norberg       | Norberg       | 4 518                     |
| 10 | Skultuna      | Västerås      | 3 133                     |